# Klopce (gmina Žužemberk)
Klopce – wieś w Słowenii, w gminie Žužemberk. W 2018 roku liczyła 6 mieszkańców.